# Jingū (japanska carica)
Jingū (jap. (神功天皇, Jingū tennō) (40. godina cara Seimua / 170. -  17. dana 4. mjeseca 69. godine carice Jinguu / 3. lipnja 269.) bila je japanska carica, odnosno kraljica supruga Jingu (神功皇后, じんぐうこうごう, Jingū-kōgō) (169. – 269.).
Prije nego što je stupila na prijestolje, nosila je ime Okinagatarashi-hime (息長帯比売).
Prema legendi bio je supruga je cara Chūaija kojem je rodila sina Ōjina. Prema legendi, sina Ōjina nosila je u utrobi tri godine prije rođenja.
O nadnevku njegova rođenja ne postoje pouzdani izvori. Prema legendi vladala je kao regentica od suprugove smrti 2 dana 10. mjeseca 1. godine carice Jinguu / 14. studenoga 201. sve dok joj sin nije došao na prijestolje 17. dana 4. mjeseca 69. godine carice Jinguu / 3. lipnja 269. godine.
Sve do razdoblja Meiji Jingū se je smatralo 15. japanskom vladaricom prema tradicijskom brojanju. Ponovno vrednovanje povijesnih izvora uklonilo je njeno ime s tog popisa te je njen sin Ōjin danas po novom brojanju 15. vladar.
Prema istim legendama koje govore o ovoj carici, opsjeli su ju nepoznati bogovi. Obećali su njenom suprugu caru Chūaiju bogate prekomorske zemlje. Chūai je tad pogledao preko mora, ali nije ništa mogao vidjeti te je denuncirao svoju vjeru u obećanja tih božanstava. To ih je razbjesnilo te su objavili da će prije umrijeti nego što će primiti obećanu zemlju. Stoga su pošli na njegova začeta a još nerođena sina. Legenda kaže da je Chūai died uskoro umro te da je njegova udovica Jingū osvojila tu obećanu zemlju, za koju se pretpostavlja da je dijelom suvremene Koreje.
Prema jednoj inačici te legende vodila je invaziju japanske vojske na Koreju te da se pobjedonosno vratila u Japan nakon tri godine. Ovu legendu poriču naširoko i u Japanu, zbog brojnih nedosljednosti i praktično nemogućih stvari u legendi: sin Chūai se je rodio tri godine poslije Chūaijeve smrti, što daje na snazi tvrdnjama da su priče o njemu više utemeljene na mitu nego na stvarnim događajima. Drugi je primjer kad legenda tvrdi da je Jingū doletjela usred obećane zemlje i onda osvojena "u" Japan, što je uvelike diskreditiralo ovu legendu. jer nema dokaza o japanskoj vlasti u bilo kojem dijelu Koreje u ono vrijeme. Sina Ōjina rodila je kad se vratila iz pohoda. Legenda tvrti da je sina začela no još nije bio rođen kad je umro car Chūai. Nakon tih triju godina, rodila je sina. Ili je razdoblje koje je trajalo kraće od tih triju "godina" (nekoliko godišnjih doba), primjerice, tri žetve, ili je očinstvo njenog pokojnog supruga bilo samo mitsko i simbolično, a ne stvarno.
Posljednje počivalište ove mitske regentice i carice nije poznato, službeno deklarirano Jingūin misasagi odnosno grob danas se može vidjeti u Misasagi-chōu u Nari. Ova carska grobnica kofunske vrste je prepoznatljiva po otoku oblika ključanice koji se nalazi unutar širokog šanca ispunjenog vodom.